# Adrian Timmis
Adrian Timmis (nascido em 20 de junho de 1964) é um ex-ciclista britânico que correu profissionalmente durante os anos 80 e 90 do século XX.
Em 1981, Timmis montou no Campeonato nacional de corrida em pista. Em seguida, ele representou o Reino Unido na prova de perseguição por equipes nos Jogos Olímpicos de 1984 em Los Angeles, onde terminou na décima segunda posição. Ele montou o Tour de France em 1987, e competiu na corrida internacional de Paris-Nice, Critérium International, Volta à Romandia, Liège-Bastogne-Liège, La Flèche Wallonne, Amstel Gold e a Het Volk.